# Сграда на дружество „Орфей“
Сградата на дружество „Орфей“ (на гръцки: Κτίριο "Όμιλος Ορφεύς") е къща в град Сяр, Гърция.
В 1994 година сградата е обявена за защитен паметник на културата, като „неразривно свързана със социалния и културен живот на града“. Собственост е на сярското дружество „Орфей“.